# Casbia albinotata
Casbia albinotata là một loài bướm đêm trong họ Geometridae.